# Schloss Kobersdorf

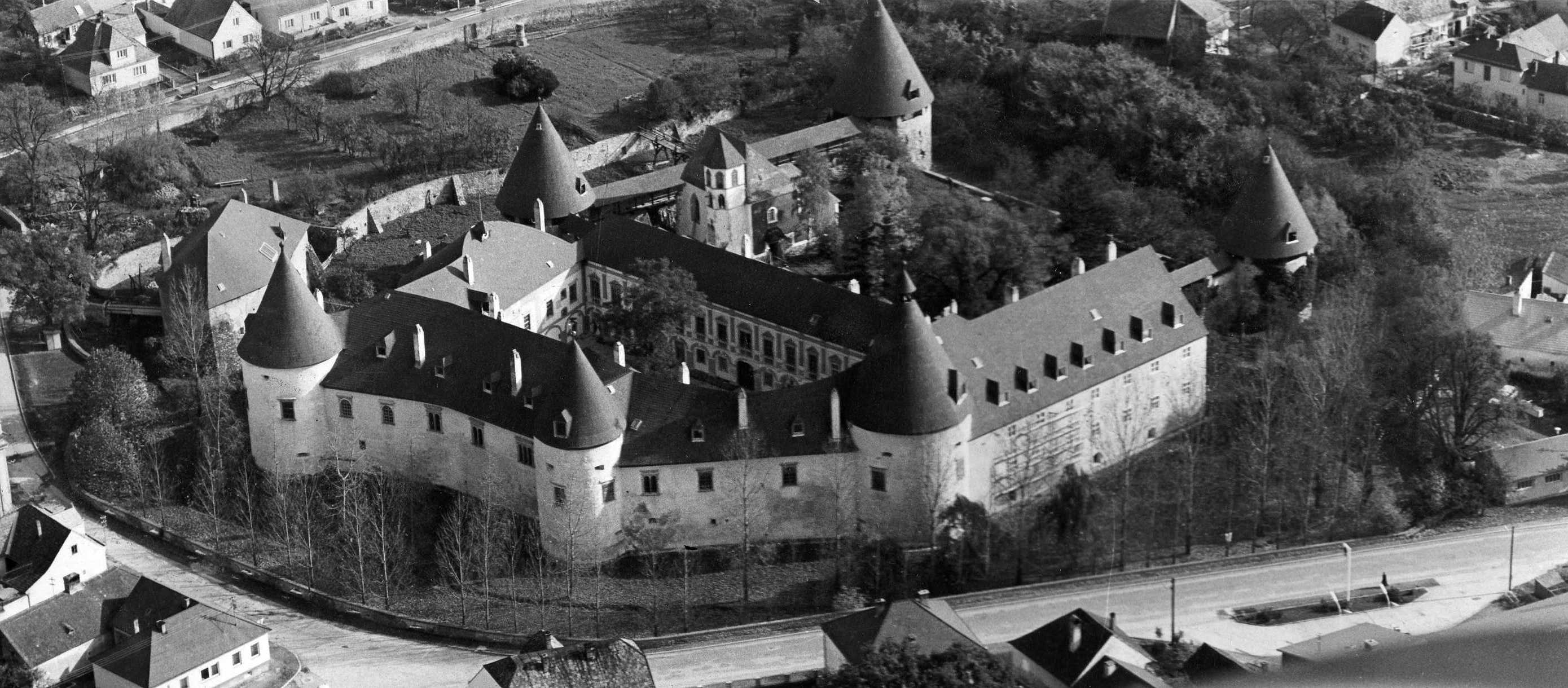
Schloss Kobersdorf, Luftaufnahme (1970)

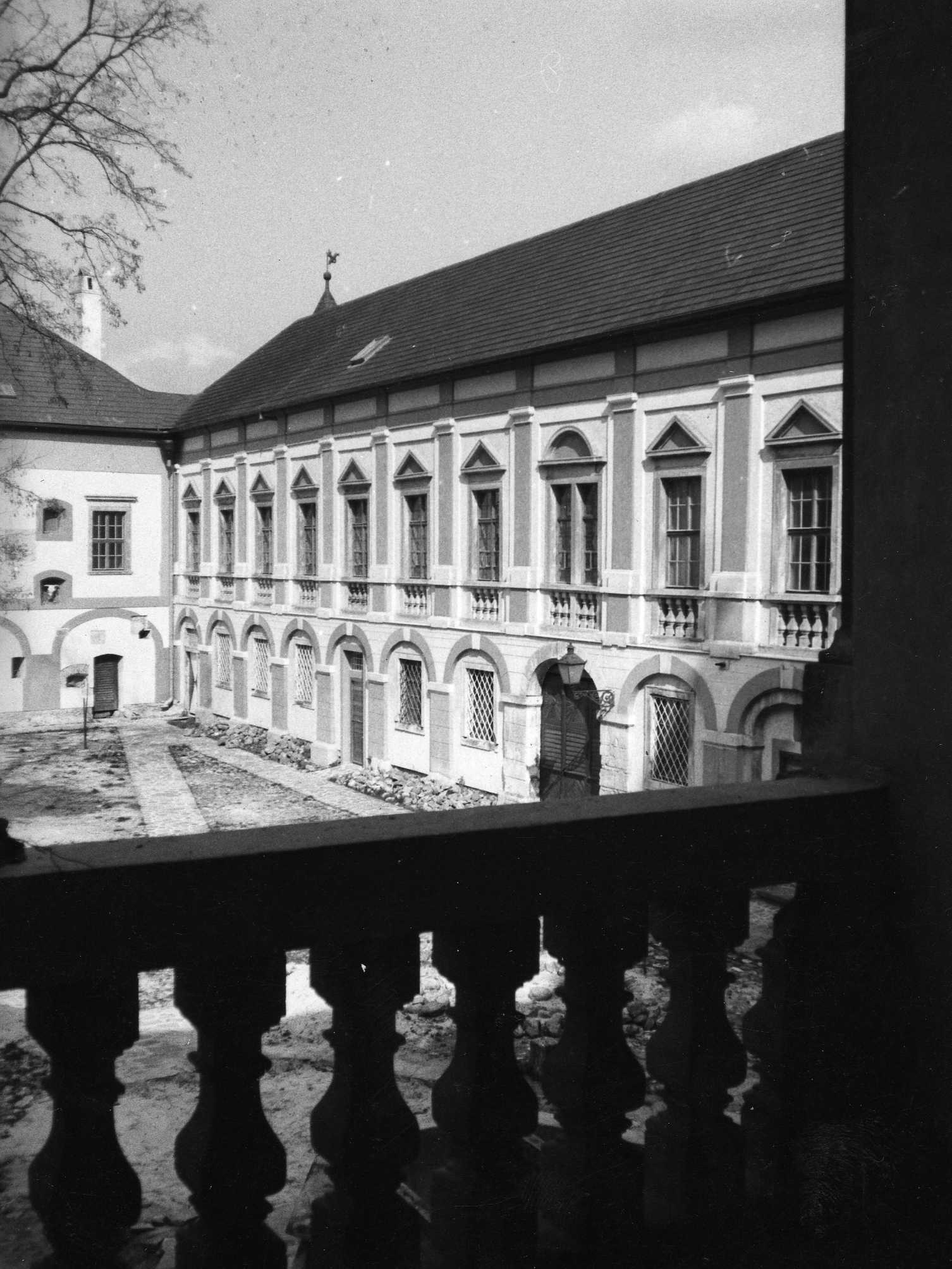
Innenhof des Schlosses

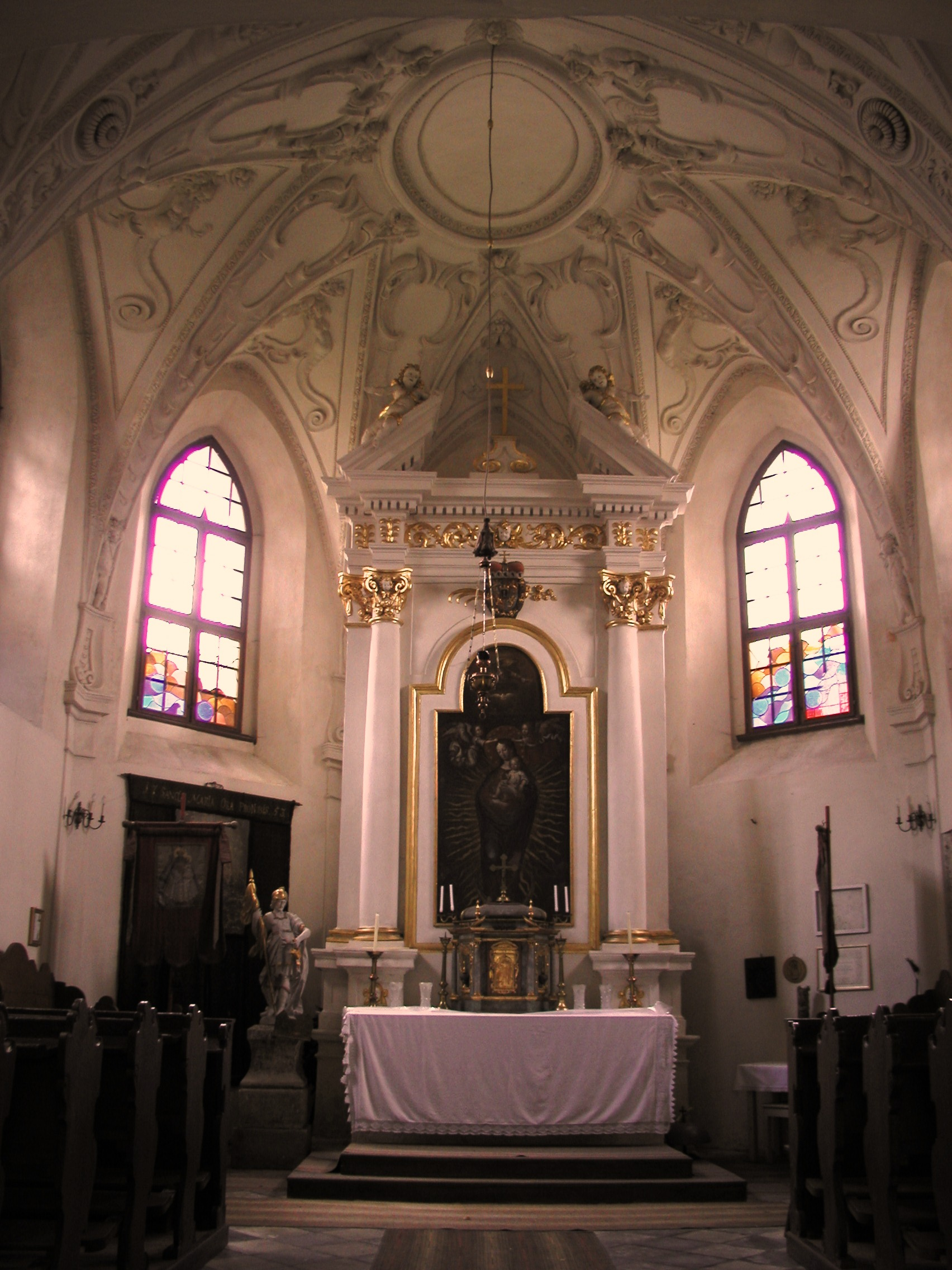
Schlosskapelle

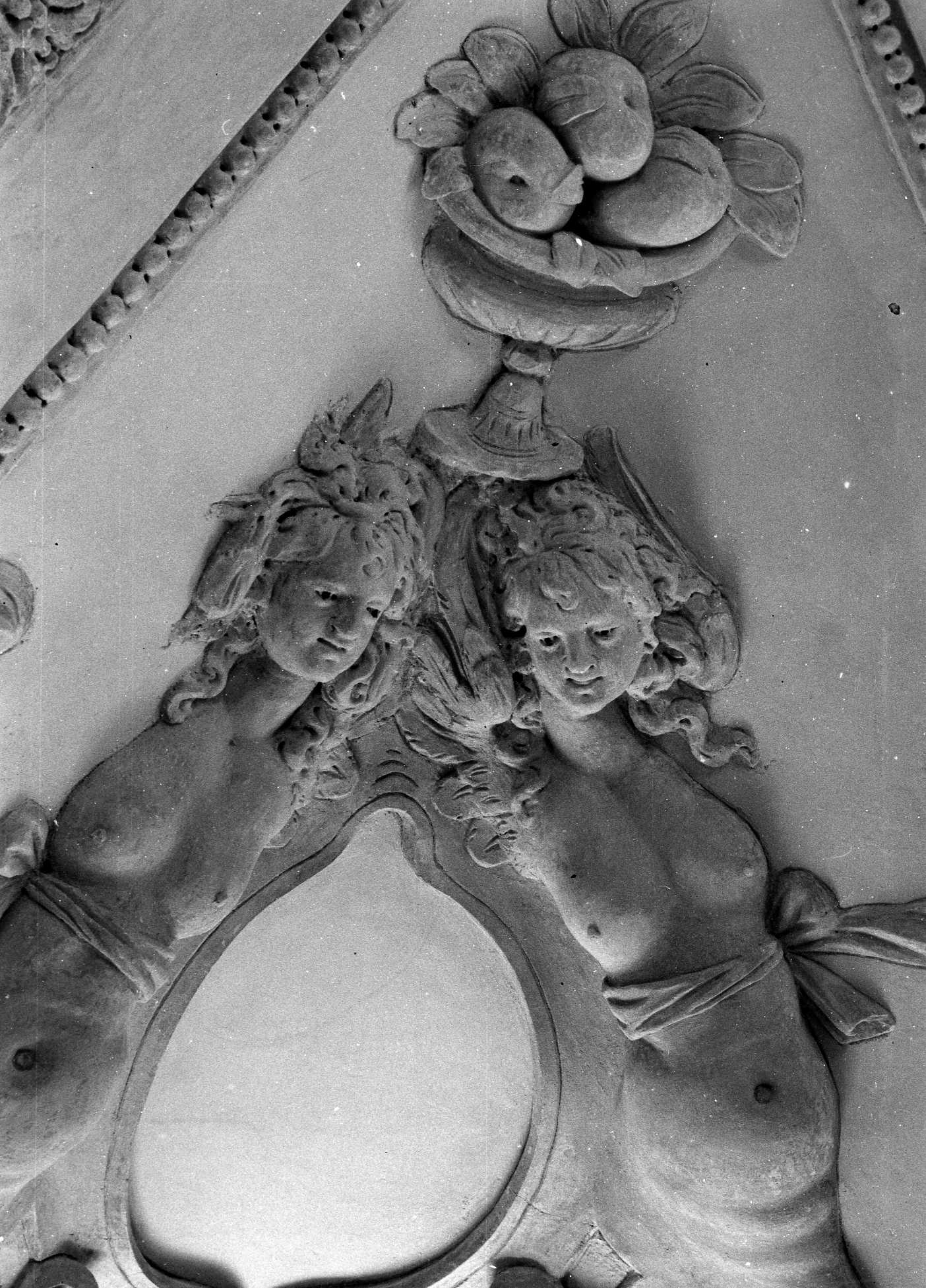
Manieristische Stuckatur in der Schlosskapelle

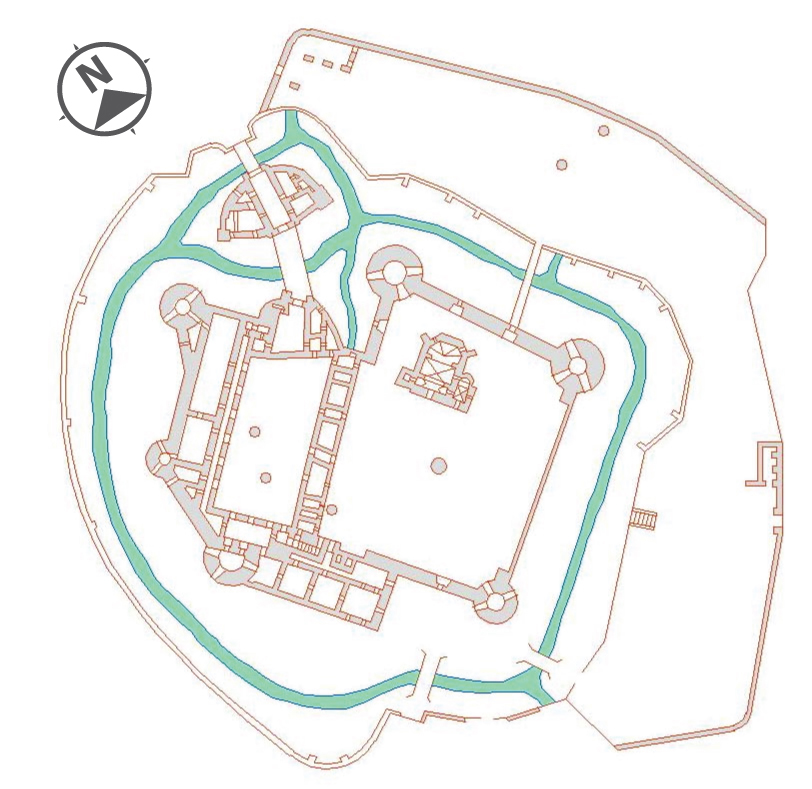
Grundrissplan des Schlosses

Schloss Kobersdorf ist ein Schloss in der Marktgemeinde Kobersdorf im Bundesland Burgenland in Österreich.

## Geschichte
Das Schloss entstand um 1528 aus einer mittelalterlichen Burganlage, deren Ursprünge wahrscheinlich bis in die Zeit von Ludwig dem Deutschen hineinreichen. Bereits 860 wird in einem Salzburger Almanach „Kundpoldesdorf“ erwähnt; ob dieser Ort mit Kobersdorf übereinstimmt, lässt sich genauso wie die Annahme, dass zu dieser Zeit an Stätte der Burg eine Fliehburg gegen die Awaren bestanden habe, nur vermuten.
Erst 1229 wurde Kobersdorf als „villae, que est aput castellum“ bezeichnet. Damit waren erstmals Burg und Siedlung schriftlich fixiert. Bereits 1222 hatte König Andreas II. Graf Pousa, Sohn des Botus, das Gebiet um Kobersdorf geschenkt, woraufhin dieser mit dem Bau der Burg begann.
Nach einer wechselvollen Geschichte – 1289 wurde die Burg erstmals im Rahmen der Güssinger Fehde eingenommen – gelangte Kobersdorf durch Verkauf in den Besitz der Mattersdorf-Forchtensteiner. Mit deren Aussterben um 1450 erwarb Herzog Albrecht VI. die Herrschaften Kobersdorf und Forchtenstein, sah sich aber schon 1451 gezwungen, diese an seinen Bruder Kaiser Friedrich III. weiter zu verkaufen.
Für den in Wiener Neustadt residierenden Kaiser waren die nur wenige Kilometer östlich befindlichen Burgen Forchtenstein, Kobersdorf und die heutige Burgruine Landsee von besonderer strategischen Bedeutung.
1458 bringt der ungarische König Matthias Corvinus im Zuge der Grenzkämpfe Kobersdorf vorübergehend an sich, in den Friedensverträgen von Ödenburg 1463 jedoch wird die Burg im Besitz des Hauses Österreich belassen.
Jedoch wandten sich die von ihm eingesetzten Pfandherren Weisspriach just dem ungarischen König Matthias Corvinus zu, woraufhin dieser den Weisspriachern in einer historisch noch nicht ganz geklärten Aktion 1466 die Burg schenkt, obwohl sie sich zu diesem Zeitpunkt rechtlich immer noch in österreichischem Besitz befand.
Im Jahre 1482 begannen daraufhin die neuen Eigentümer, die Burg um eine spätgotische Vorburg und die protestantische Kapelle zu erweitern; 1529 baute Hans von Weisspriach die Vorburg zu einem Schloss im Stil der Renaissance aus.
Das Geschlecht der Weisspriacher starb 1553 aus; die Herrschaft wurde unter den Erben immer weiter aufgeteilt. Unklare Besitzverhältnisse und Verschuldungen führten zu einem Niedergang des einst prächtigen Hoflebens auf Kobersdorf: Das Schloss wurde Räuberhauptquartier, Falschgeldmünzerei und 1599 sogar Schauplatz eines Verbrechens, als mitten im Schlosshof eine Bäuerin als vermeintliche Hexe verbrannt wurde.
Erst als Johann I. Kery de Ipoliker 1648 eine Urenkelin des letzten Weisspriachers heiratete, wurden wieder klare Verhältnisse geschaffen: Der aus Ostungarn stammende Graf kaufte die zersplitterten Anteile der Herrschaft auf und vollendete 1656 den Schlossausbau im Stile des Manierismus.
Im Jahre 1683 wurde das Schloss von den Türken eingenommen; dabei wurde die eigentliche Burg, die bis dahin neben dem Schloss bestanden blieb, zerstört. Die Kerys sahen sich gezwungen, 1704 die Herrschaft an den Fürsten Paul I. Esterházy de Galantha zu verkaufen.
Nun in den Schatten der Esterházyschen Residenzen Eisenstadt und Fertőd gerutscht, blieb Schloss Kobersdorf von 1704 an vernachlässigt. Das hatte einerseits den großen Vorteil, dass dem Schloss im Wesentlichen die typischen Barockisierungen des 18. Jahrhunderts erspart blieben, andererseits verfiel es auch mehr und mehr, bis 1963 schließlich ein Abriss der Ruine in Erwägung gezogen wurde.
Martha Bolldorf-Reitstätter, erste weibliche akademische Architektin Österreichs, erwarb 1963 das devastierte Schloss und startete umgehend die Sanierungsmaßnahmen. Als Höhepunkt der Restaurierungsarbeiten gilt die Fertigstellung des manieristischen Rittersaales (1656, mit Fresken des italienischen Malers Carpoforo Tencalla) im Jahre 2001, der fast zur Gänze rekonstruiert werden musste. Das Bemühen der Eigentümer war es, Kobersdorf zu einem kulturellen Zentrum auszubauen, was 1972 mit der Gründung der Schlossspiele Kobersdorf gelang.
Mit dem Tod von Martha Bolldorf-Reitstätter 2001, im Alter von 89 Jahren, ging das Schloss in seinem heutigen Zustand an ihre Tochter Anna Schlanitz über.

## Schlosskapelle
Ein kulturhistorisch besonders wertvolles Objekt stellt die frei stehende Schlosskapelle Kobersdorf dar. Sie besteht aus zwei nebeneinander errichteten Kapellen: Die kleinere von ihnen wurde später zur Sakristei der größeren gotischen Kapelle umgewandelt. Sie zeigt romanisch-frühgotische Züge und dürfte zusammen mit der Burg um 1222 bis 1229 entstanden sein. Die Ausschmückung mit spätgotischen Fresken erfolgte um 1430 im Auftrag der Forchtensteiner. Unter den Fresken befindet sich auch deren Wappen, welches damit die älteste erhaltene Darstellung des späteren Burgenländischen Landeswappen bildet.
Die gotische Kapelle wurde 1482 von den Weisspriachern erbaut und war protestantisch geweiht. Die Weisspriacher waren es, die in Kobersdorf die protestantische Lehre verbreiteten. Doch als Graf Kery 1648 einzog, kam es zu einer militanten Rekatholisierung, die sich an der Kapelle baulich niederschlug: Die für protestantische Kapellen typische Galerie wurde entfernt, der gotische Eingang zugemauert und ein neuer Eingang im Stile des Frühbarocks angelegt. Auch das Innere wurde im manieristischen Stile ausgeschmückt. Eine Besonderheit bilden hierbei die 48 individuellen, an der Decke schwebenden Engel, von denen sich manche sehr stark an die Groteske der Renaissance anlehnen.
Der Altar selbst stammt von den Esterházys und wurde Anfang des 18. Jahrhunderts im Stile des Barock errichtet.
In der Kapelle finden vereinzelt Messen statt (beispielsweise Seelenmessen, Maiandacht); darüber hinaus besteht die Möglichkeit, diese für Hochzeiten und Taufen zu mieten.

## Bildergalerie

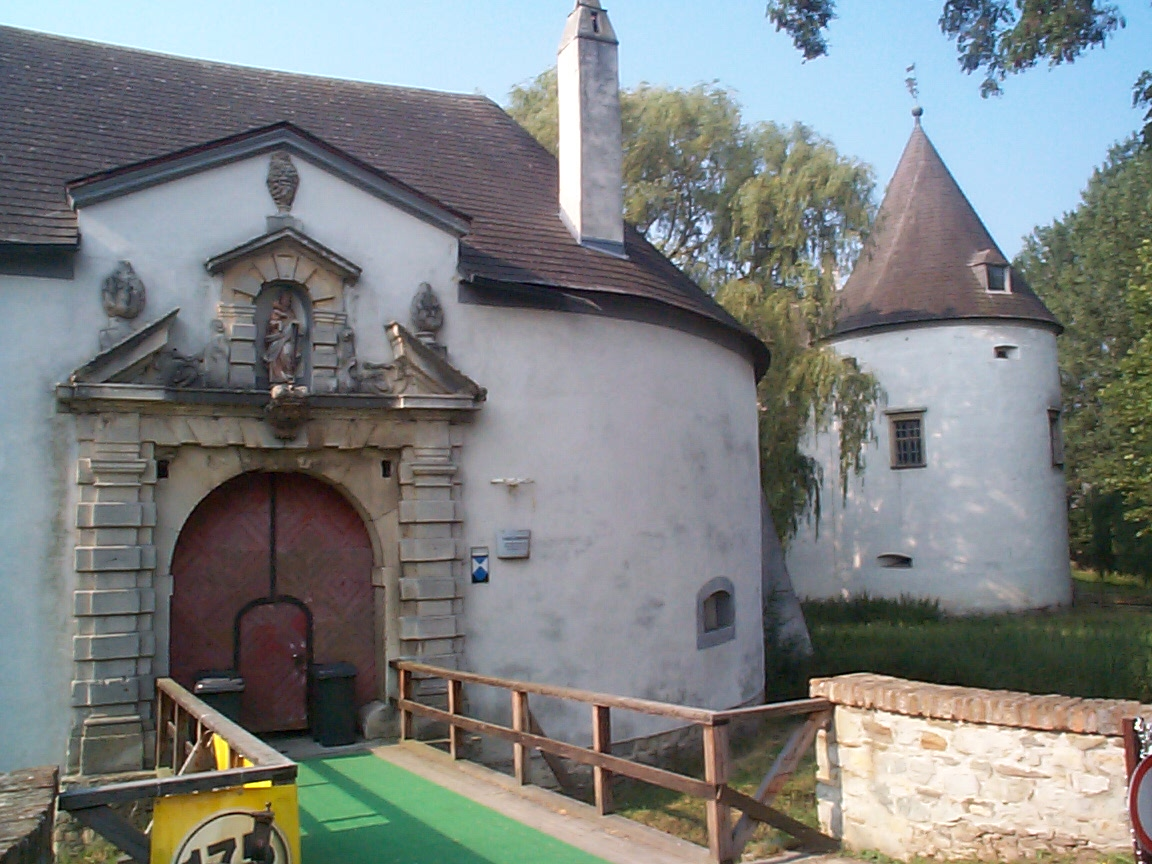
Nordeingang mit Barbakane und Eckturm
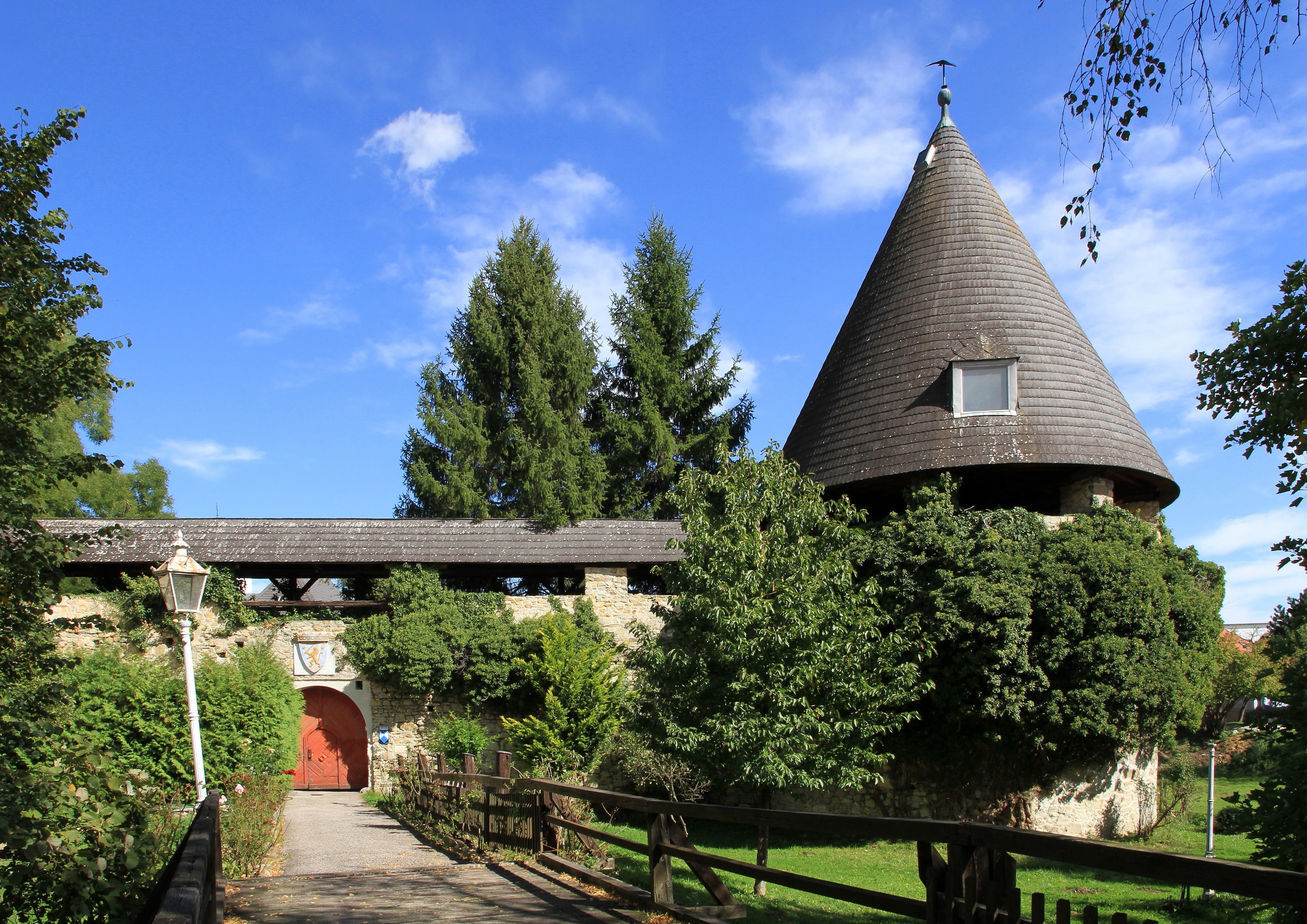
Südportal des Schlosses
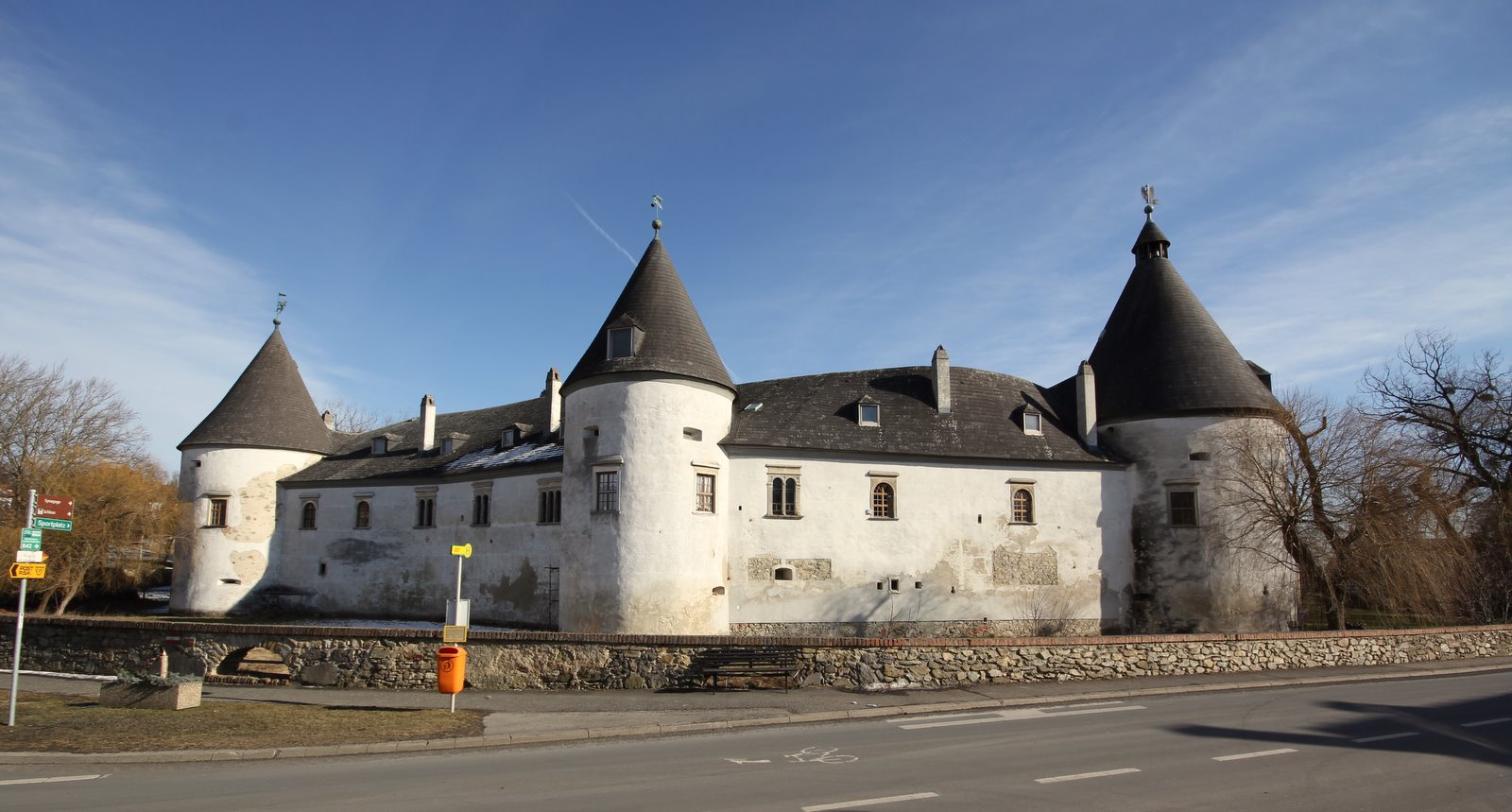
Schlossanlage
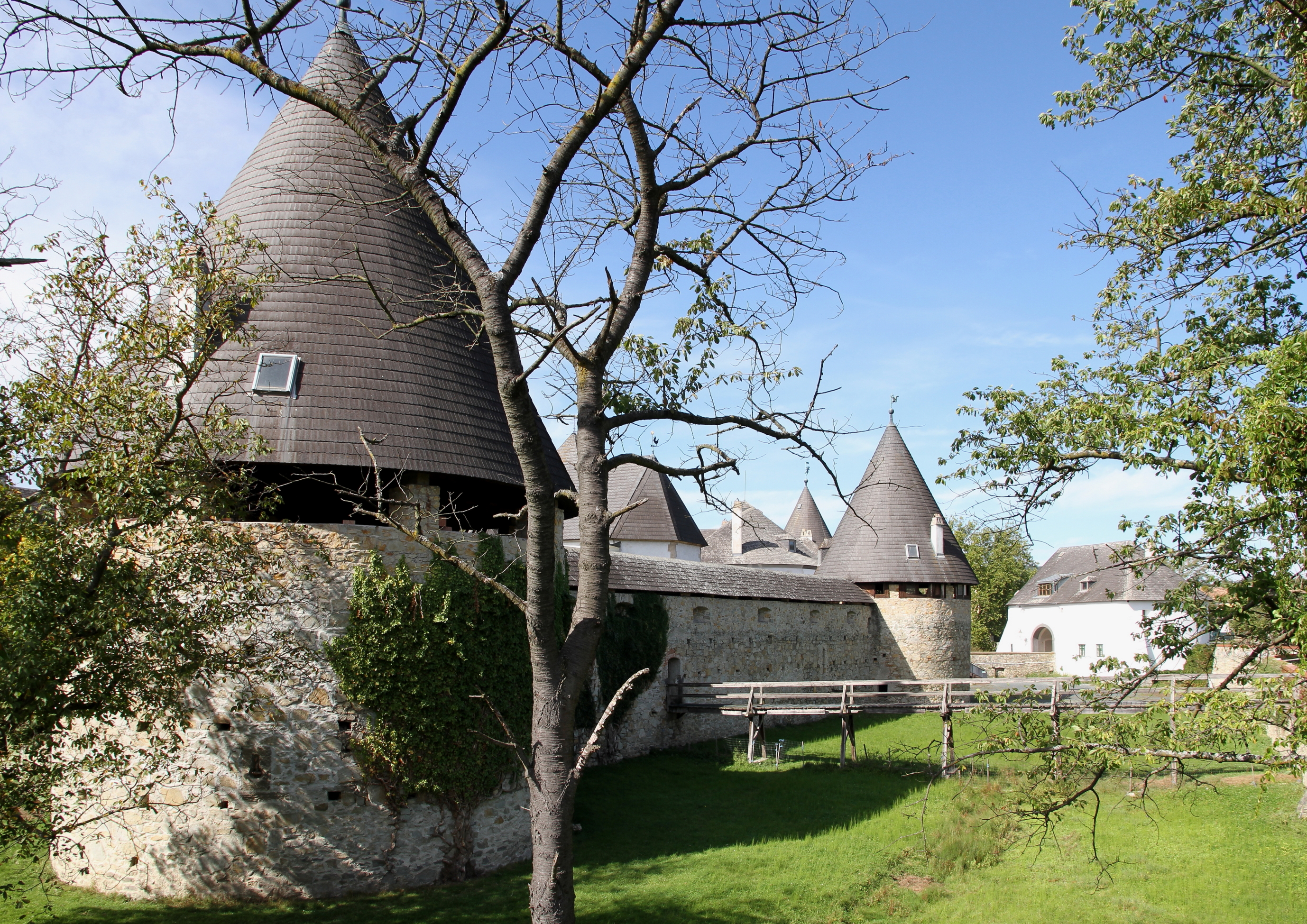
Nordostansicht mit Wassergraben und Barbakane